# Janeiro Seco
O Janeiro Seco é uma campanha de saúde pública pedindo às pessoas que se abstenham de álcool no mês de janeiro, praticada na Europa, nos Estados Unidos e na região do Cáucaso, incluindo o Azerbaijão.
A campanha, como entidade formal, parece ser relativamente recente, sendo descrita como tendo "surgido nos últimos anos" ainda em 2014. No entanto, o Governo Finlandês lançou uma campanha chamada "Sober January" em 1942 como parte de seu esforço de guerra. O termo "Janeiro Seco" entrou em uso mais comum nos anos 2000, quando Nicole Brodeur, do The Seattle Times, escreveu uma coluna em seu primeiro Janeiro Seco, motivada por um amigo que havia feito o mesmo por vários anos antes. O termo "Janeiro Seco" foi registrado como marca registrada pela instituição de caridade Alcohol Concern em meados de 2014;  a primeira campanha de janeiro seco da Alcohol Concern ocorreu em janeiro de 2013. Na preparação para a campanha de janeiro de 2015, pela primeira vez, a Alcohol Concern fez parceria com a Public Health England.
Em janeiro de 2014, de acordo com a Alcohol Concern, que iniciou a campanha, mais de 17 mil britânicos pararam de beber naquele mês. Embora haja controvérsia sobre a eficácia e os benefícios da prática, uma pesquisa de 2014 da Universidade de Sussex descobriu que seis meses após janeiro de 2014, dos 900 participantes pesquisados no costume, 72% "mantiveram os episódios de consumo nocivo" e 4% ainda não estavam bebendo.
O Dry January Switzerland foi lançado em 2021 por uma ampla coalizão de organizações sem fins lucrativos, incluindo a plataforma de inovação pública staatslabor, Blue Cross Switzerland e GREA. 
Em alguns países, como a República Tcheca e o Canadá, o Dry February (ou Dry Feb) é feito em vez disso, em Tring Hertfordshire o Dry January é observado e os participantes recebem 3 coringas para jogar ao longo do mês, dando-lhes dias de trapaça.

## Nos Estados Unidos
Uma pesquisa da Morning Consult realizada de 4 a 5 de janeiro de 2021, com 2.200 adultos norte-americanos, descobriu que 13% dos entrevistados americanos estavam participando do "Janeiro Seco". Isso em comparação com 11% em anos anteriores. 79 por cento atribuíram a decisão de ser mais saudável  enquanto 72 por cento estavam tentando beber menos álcool em geral; 63% disseram que queriam "redefinir" o hábito de beber e 49% disseram que estavam bebendo demais durante a pandemia do COVID-19.